# Los Cuatro Fantásticos: primeros pasos
Los Cuatro Fantásticos: primeros pasos (en inglés: The Fantastic Four: First Steps) es una película estadounidense de superhéroes basada en el equipo de superhéroes de Marvel Comics, los Cuatro Fantásticos. Producida por Marvel Studios y distribuida por Walt Disney Studios Motion Pictures, está destinada a ser la película número 37 del Universo cinematográfico de Marvel en el Universo cinematográfico de Marvel (UCM) y el segundo reinicio de la serie de películas de Los Cuatro Fantásticos. La película está dirigida por Matt Shakman a partir de un guion del equipo de guionistas de Jeff Kaplan e Ian Springer, Josh Friedman, Cameron Squires, Eric Pearson y Peter Cameron. Cuenta con un reparto coral que incluye a Pedro Pascal, Vanessa Kirby, Ebon Moss-Bachrach, y Joseph Quinn como el equipo titular, junto a Julia Garner, Natasha Lyonne, Paul Walter Hauser, y Ralph Ineson. En la película, los Cuatro Fantásticos deben proteger su mundo retrofuturista inspirado en los años 60 del ser cósmico devorador de planetas Galactus.
20th Century Fox comenzó a trabajar en una nueva película de Los Cuatro Fantásticos después del fracaso de Los Cuatro Fantásticos (2015). Después de que Disney adquiriera el estudio en marzo de 2019, el control de la franquicia se transfirió a Marvel Studios y se anunció una nueva película en julio. Jon Watts fue designado como director en diciembre de 2020, pero renunció en abril de 2022. Shakman lo reemplazó en septiembre cuando Kaplan y Springer estaban trabajando en el guion. El casting estaba en marcha a principios de 2023, y Friedman se unió para reescribir el guion en marzo de ese año, con Squires y Cameron también escribiendo. Marvel Studios quería contar una nueva historia con los personajes en lugar de volver a contar su historia de origen. Pearson se unió para pulir el guion a mediados de febrero de 2024, cuando se anunció el elenco principal, y se realizó un casting adicional en los meses siguientes. El rodaje tuvo lugar de julio a noviembre de 2024 en los Pinewood Studios de Londres, y en exteriores de Inglaterra y España.
Los Cuatro Fantásticos: Primeros Pasos tuvo su estreno mundial en el Dorothy Chandler Pavilion en Los Ángeles el 21 de julio de 2025, y se estrenó en los Estados Unidos el 25 de julio, siendo la primera película de la Fase Seis del UCM. La película recibió críticas generalmente positivas y ha recaudado más de 470 millones de dólares a nivel mundial, convirtiéndose en la película más taquillera de la franquicia de los Cuatro Fantásticos y en la décima película más taquillera de 2025. Se está desarrollando una secuela.

## Argumento
En 1960, en la Tierra-828, los astronautas Reed Richards, Sue Storm, Ben Grimm y Johnny Storm se embarcaron en una misión espacial, durante la cual adquirieron habilidades sobrehumanas gracias a la exposición a rayos cósmicos. Al regresar a la Tierra, ellos formaron un equipo de superhéroes conocido como los Cuatro Fantásticos. Cuatro años después, el equipo se ha convertido en una celebridad y se les considera los protectores del mundo, participando en iniciativas filantrópicas y diplomáticas a través de Future Foundation. Durante una cena familiar, Reed y Sue les revelan a Ben y Johnny que están esperando un hijo.
Silver Surfer llega a la Tierra y declara que el planeta ha sido marcado para ser destruido por Galactus, un ser cósmico devorador de planetas. Reed estudia la desaparición de otros planetas para verificar esta afirmación, y el equipo decide encontrar a Galactus antes de que llegue a la Tierra. Rastrean la firma energética de Silver Surfer y usan viajes más rápidos que la luz (FTL) para llegar a un nuevo planeta. Al llegar, el planeta es destruido por la nave de Galactus y el equipo es capturado. Galactus revela que tiene un hambre insaciable que lo ha llevado a consumir planetas durante eones. Siente que el feto de Reed y Sue tiene un inmenso poder cósmico y podría asumir el hambre de Galactus, liberándose de él. Galactus ofrece perdonar la Tierra a cambio del niño e induce a Sue a entrar en labor de parto. El equipo se niega y escapa de la nave. Ellos son seguidos por Silver Surfer, quien destruye su sistema FTL. Ellos usan la gravedad de un agujero negro para retrasar a Silver Surfer y enviarlos de regreso a la Tierra. Sue da a luz a un niño, Franklin, en el camino.
A su regreso a la Tierra un mes después, Reed revela los detalles de su encuentro durante una conferencia de prensa. Su decisión de salvar a un niño por encima de los miles de millones de personas en la Tierra provoca una protesta pública, y muchos piden que Franklin sea sacrificado a Galactus. Johnny comienza a descifrar el idioma nativo de Silver Surfer, utilizando sus interacciones con Silver Surfer y algunas transmisiones del espacio profundo que Reed interceptó de su planeta y otras que Galactus destruyó. A medida que Galactus se acerca y las protestas contra los Cuatro Fantásticos se intensifican, Sue lleva a Franklin a reunirse con los manifestantes. Ellos les explica que no sacrificarán a su hijo, pero que tampoco se rendirán ante el resto de la humanidad. Usando un sistema de teletransportación en el que ha estado trabajando, Reed idea un plan para construir grandes puentes de teletransportación a través de la Tierra para poder transportar a todo el planeta a otro sistema solar donde Galactus no pueda alcanzarlos. A través de Future Foundation, Sue organiza a las naciones del mundo para construir los puentes y conservar la energía necesaria para usarlos.
Como los puentes están casi completamente activados, Silver Surfer regresa y comienza a destruirlos. Johnny le impide destruir el último puente en Times Square. Él usa su lengua materna para identificarla como Shalla-Bal, y ella explica que eligió convertirse en el heraldo de Galactus a cambio de que él perdonara su mundo, Zenn-La. Johnny reproduce transmisiones de los planetas que ayudó a Galactus a destruir, y Shalla-Bal huye. Usando a Franklin como cebo, el equipo planea atraer a Galactus al último puente y teletransportarlo en su lugar. Sue negocia con Harvey Elder para evacuar a los ciudadanos de la ciudad de Nueva York a su ciudad subterránea de Subterránea. Galactus se abre paso a través de la ciudad y captura a Franklin, evitando la trampa del equipo. Sue usa todo su poder para empujarlo hacia el portal con un campo de fuerza mientras Reed rescata a Franklin. Johnny intenta sacrificarse para darle a Galactus un empujón final hacia el portal, pero es detenido por Shalla-Bal. Ella empuja a Galactus hacia adentro, y el portal se cierra tras ellos. Sue muere por el esfuerzo, pero es revivida por Franklin. Un año después, el mundo celebra al equipo que emprende una nueva misión.
En una escena a mitad de créditos, ambientada cuatro años después, Sue aparta la vista de Franklin para buscar un libro que él quiere que lea. Al regresar, ella lo ve interactuando con un hombre con una capa verde que sostiene una máscara de metal.

## Reparto
- Pedro Pascal como Reed Richards / Mister Fantástico:
Un científico muy inteligente y líder de los Cuatro Fantásticos que puede estirar cualquier parte de su cuerpo a grandes distancias.[6][7] El director Matt Shakman describió a Reed como "la persona con mayor inteligencia científica" del planeta, una combinación de Steve Jobs, Albert Einstein y Robert Moses.[7] Pascal afirmó que la mente de Reed era lo más importante para él, más que su físico, y consideró "la brillantez de un pulpo" al abordarlo.[8] También señaló que se inspiró en muchas de las versiones de Reed de los cómics, a diferencia de las interpretaciones previas del personaje en películas anteriores de Los Cuatro Fantásticos, como Ioan Gruffudd y Miles Teller, y John Krasinski en la película del Universo cinematográfico de Marvel (UCM) Doctor Strange en el multiverso de la locura (2022).[9] Shakman dijo que, a pesar de que el personaje de Reed fue el más difícil de elegir, consideró que Pascal era la mejor opción, en parte debido a su larga relación trabajando juntos en el cine; y que estaba "predestinado" trabajar juntos en primeros pasos.[2]
- Vanessa Kirby como Susan Storm / Mujer Invisible:
La esposa de Reed, hermana de Johnny y miembro de los Cuatro Fantásticos que puede generar campos de fuerza y volverse invisible.[6][10] Es la directora de la Future Foundation del equipo, que ha logrado la desmilitarización y la paz global. Shakman describió a Sue como "la persona con mayor inteligencia emocional" del planeta. Kirby disfrutó sintetizando todas las representaciones cómicas del personaje en su versión, centrándose en la maternidad como hilo conductor, y el embarazo de Sue como una parte importante de la historia. Kirby estaba "obsesionada" con la época en que Sue era conocida como Malicia en los cómics, incluyendo matices de esa versión del personaje en su interpretación para que no fuera "el estereotipo de una madre bondadosa y dulce".[7]
- Ebon Moss-Bachrach como Ben Grimm / The Thing:
El mejor amigo de Reed, un ex astronauta y miembro de los Cuatro Fantásticos cuya piel se ha transformado en una capa de roca naranja, lo que le otorga una fuerza y durabilidad sobrehumanas.[6][7] Moss-Bachrach encontró comparaciones entre Grimm y su personaje Richie Jerimovich en la serie The Bear (2022-presente), señalando que ambos eran "personas profundamente leales" y "luchadores con un feroz sentido del código, la moral y la familia".[11] Moss-Bachrach interpreta a The Thing a través de captura de movimiento e imágenes generadas por computadora (CGI) en lugar de maquillaje protésico,[12] y conversó ese proceso con Mark Ruffalo, quien interpreta a Bruce Banner / Hulk en el Universo cinematográfico de Marvel (UCM) usando la misma tecnología.[13] Moss-Bachrach filmaba cada toma de múltiples maneras, a veces con un traje de captura de movimiento y otras con diferentes extensiones corporales. También se utilizó un doble con un traje del tamaño de la Cosa para ayudar a referenciar el espacio que ocupa el personaje.[7] Shakman consultó a científicos y estudió rocas del desierto para encontrar la mejor referencia para la apariencia de The Thing;[14] una roca específica del desierto que coincidía con el aspecto que deseaba para The Thing, a la que se refería como "Jennifer", también se rodó en el set como referencia de iluminación para el equipo de efectos visuales.[15]
- Joseph Quinn como Johnny Storm / Antorcha Humana:
El hermano de Sue y miembro de los Cuatro Fantásticos que puede controlar el fuego y volar.[6][16] Si bien Quinn era fanático de la interpretación que Chris Evans hizo del personaje en las películas de 20th Century Fox Los 4 Fantásticos (2005) y Los 4 Fantásticos y Silver Surfer (2007), no basó su interpretación en la de Evans.[17] Quinn y el productor Kevin Feige hablaron sobre el mujeriego de Johnny en representaciones anteriores y concluyeron que esto no sería considerado "sexy" por el público moderno. Quinn quería que su versión fuera menos insensible a los sentimientos ajenos y más consciente de su búsqueda de atención, sin perder la bravuconería y el humor. Shakman señaló que Johnny también es inteligente y heroico, a pesar de socavarlo con chistes.[7]
- Julia Garner como Shalla-Bal / Silver Surfer:
Una extraterrestre del planeta utópico Zenn-La que aceptó convertirse en la heraldo de piel metálica de Galactus a cambio de que este le perdonara la vida a su planeta. Viaja por el espacio en una nave similar a una tabla de surf en busca de planetas de los que Galactus pueda alimentarse.[18][19] Garner comentó que el personaje y su relación con Galactus tenían una "energía misteriosa".[20] Interpretó a Silver Surfer mediante captura de movimiento,[21] combinando la investigación sobre poses de surf con poses esculturales de otros cómics. Garner quería que el personaje se moviera con elegancia, como un baile.[20]
- Sarah Niles como Lynne Nichols: La directora ejecutiva de Future Foundation[22]
- Mark Gatiss como Ted Gilbert: El presentador de un popular programa de entrevistas llamado The Ted Gilbert Show[23]
- Natasha Lyonne como Rachel Rozman:
Una maestra de escuela y el interés amoroso de Ben.[24] Los comentaristas creían que el nombre del personaje era un homenaje a Rosalind "Roz" Goldstein, esposa del cocreador de Los Cuatro Fantásticos, Jack Kirby.[25][26][27][28]
- Paul Walter Hauser como Harvey Elder / Hombre Topo:
El gobernante de Subterránea, una sociedad subterránea cuyos habitantes se hacen llamar Moloides.[29][30][31] Shakman comparó a Elder con un líder de un sindicato con humanidad y un enfoque en la comunidad y el cuidado de su gente.[29]
- Ralph Ineson como Galactus:
Un gigantesco ser cósmico que se alimenta de la fuerza vital de los planetas para sobrevivir.[32][7] Galactus es el único sobreviviente de un universo muerto que existía antes de la creación de la Tierra-828.[19] Shakman lo llamó un "vampiro cósmico gigantesco de 14 mil millones de años, devorador de planetas". Ineson no creía que Galactus fuera malvado, llamándolo una especie de dios y un "tipo enorme devorador de planetas, que simplemente hace lo que hace un tipo enorme devorador de planetas". El actor dedicó tiempo a "rumiar" en lo alto de edificios para prepararse para el papel. A Feige le encantó la introducción de Galactus en los cómics y llevaba mucho tiempo queriendo usarlo.[33] Ineson declaró que a Galactus no le importa la vida de un planeta, ya que "es su alimento", y que solo los perdona si hay algo que le "interesa".[29] Feige compartió un clip del personaje del videojuego Fortnite Battle Royale (2017) como referencia de cómo debería ser representado.[34] La película utiliza un diseño fiel al de los cómics, en contraste con el diseño de nubes de Los 4 Fantásticos y Silver Surfer.[33] La armadura púrpura y azul de Galactus fue diseñada para que la usara Ineson, ya que para Shakman era importante que alguien "encarnara el papel".[7] Ineson tenía un equipo de apoyo para mantenerlo fresco entre tomas debido a la armadura.[29]

Además, Matthew Wood presta su voz al compañero robot de los Cuatro Fantásticos H.E.R.B.I.E. (Robot experimental humanoide tipo B con electrónica integrada), que generalmente actúa como asistente de Reed. Shakman dijo que H.E.R.B.I.E. es encantador, adorable, "ligeramente manipulado" e invaluable para el equipo. Ada Scott y varios otros bebés interpretan a Franklin Richards, el hijo recién nacido con superpoderes de Reed y Sue, mientras que la hija de Shakman, Maisie, aparece como una niña que Johnny salva. Martin Dickinson y Greg Haiste aparecen como empleados de Timely Comics presenciando la llegada de Silver Surfer a Times Square mientras creaban cómics; los empleados son referencias a Stan Lee y Jack Kirby. Alex Hyde-White, Rebecca Staab, Jay Underwood y Michael Bailey Smith, quienes interpretaron al equipo titular en la película inédita de 1994 Los Cuatro Fantásticos, hacen cameos: Hyde-White y Staab interpretan a periodistas de televisión, Underwood y Smith interpretan a trabajadores de la central eléctrica que saludan a Johnny, y los cuatro aparecen juntos como civiles agradeciendo a los Cuatro Fantásticos. Robert Downey Jr. hace un cameo no acreditado en la escena poscréditos como Victor von Doom / Doctor Doom. No se ve su rostro, pero Kirby confirmó que Downey filmó la escena durante la producción de la película Avengers: Doomsday (2026).

## Producción

### Antecedentes
Tras el fracaso de taquilla de 4 Fantásticos (2015), coescrita y dirigida por Josh Trank, basada en los cómics sobre el equipo de superhéroes del mismo nombre de Marvel Comics, 20th Century Fox comenzó a buscar nuevas direcciones para la franquicia. Habiendo producido también dos películas anteriores de Los Cuatro Fantásticos dirigidas por Tim Story una década antes, el estudio no quería simplemente hacer otra película de Los Cuatro Fantásticos. Para junio de 2017, Seth Grahame-Smith estaba escribiendo una nueva película que cambiaría el foco a Franklin y Valeria Richards, los hijos de los líderes originales de los Cuatro Fantásticos, Reed Richards / Míster Fantástico y Sue Storm / La Mujer Invisible. Inspirándose en la serie de cómics Ultimate Fantastic Four (2004-2009), el guion incluyó a los miembros originales de los Cuatro Fantásticos, Ben Grimm / Thing y Johnny Storm / Antorcha Humana, y fue descrito como centrado en los niños con un tono más cercano a la película animada, Los Increíbles (2004) que a la película más oscura de Trank. La base del guion de Grahame-Smith provino de un guion separado que Carter Blanchard había escrito como una adaptación del libro infantil Kindergarten Heroes de Mark Millar. Millar consultó previamente con Fox sobre sus películas basadas en Marvel. En julio de 2017, Noah Hawley, el creador de la serie de Marvel Television, Legion (2017-2019), fue contratado para desarrollar una película separada centrada en Victor von Doom / Doctor Doom, el antagonista principal de los Cuatro Fantásticos en los cómics y películas anteriores. The Walt Disney Company oficialmente adquirió 21st Century Fox en marzo de 2019 y obtuvo los derechos cinematográficos de los personajes de Marvel Comics que Fox controlaba, incluidos los Cuatro Fantásticos, para su subsidiaria, Marvel Studios. Las películas basadas en Marvel que Fox había estado desarrollando se colocaron en el mercado de los derechos cinematográficos de los personajes de Marvel Comics que Fox controlaba, para su subsidiaria Marvel Studios, incluidos los Cuatro Fantásticos. Las películas basadas en Marvel que Fox había estado desarrollando quedaron "en suspenso".

### Desarrollo

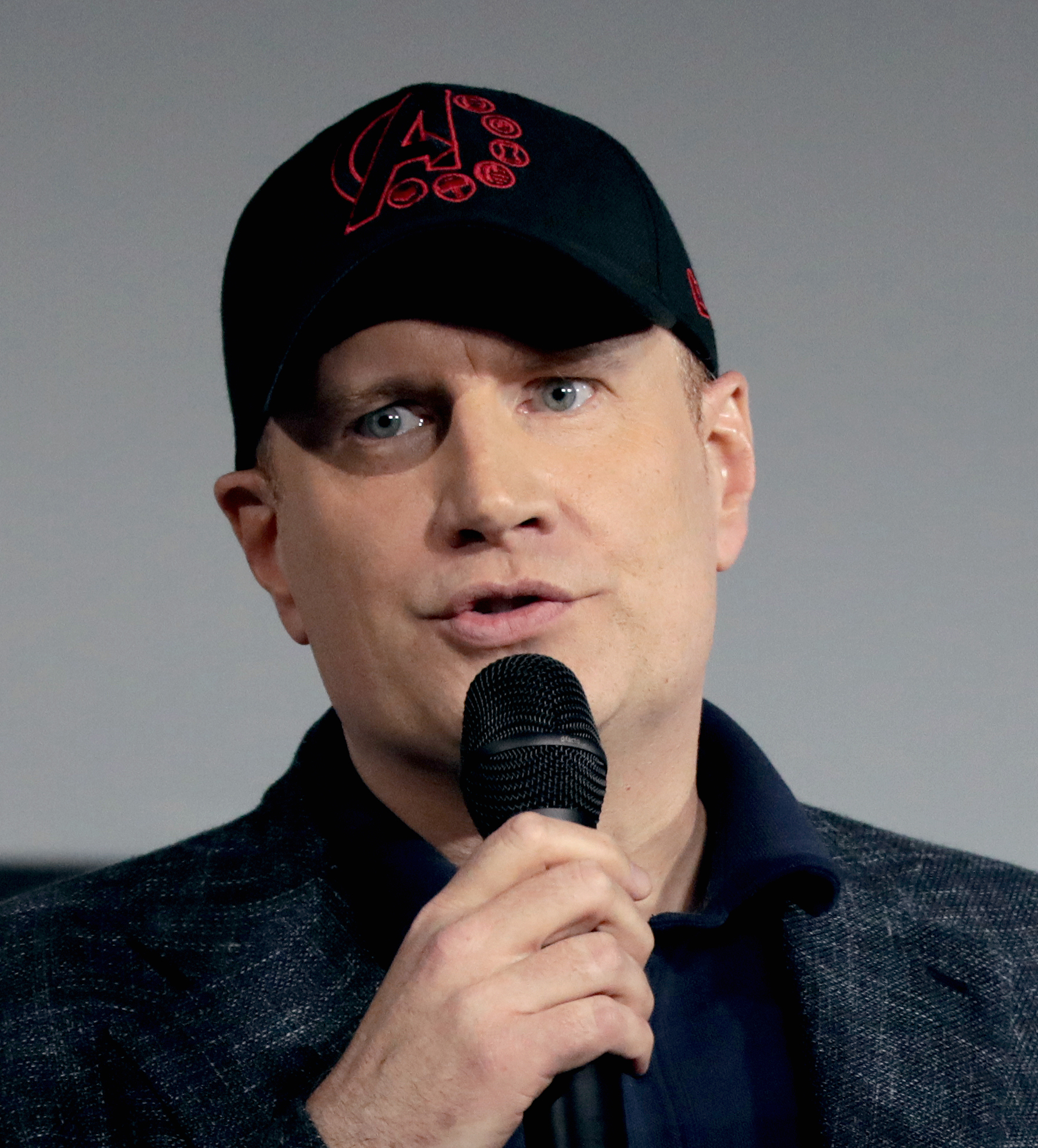
El productor Kevin Feige en la Comic-Con de San Diego en julio de 2019, donde confirmó que el desarrollo había comenzado.

El presidente de Marvel Studios, Kevin Feige confirmó en julio de 2019 la compañía estaba desarrollando una nueva película de Los Cuatro Fantásticos para su universo compartido, el Universo cinematográfico de Marvel (MCU). Feige dijo que estaba "muy entusiasmado con esos personajes y con llevar a la primera familia de Marvel al tipo de plataforma y nivel que merecen". En diciembre de 2020, Feige anunció que Jon Watts, quien anteriormente dirigió las películas del MCU de Spider-Man, había sido contratado para dirigir Fantastic Four. Desde febrero de 2021, el estudio se ha estado reuniendo con posibles guionistas. Ese junio, el director ejecutivo de Disney, Bob Chapek, dijo que Feige y Marvel Studios estaban planeando "explotar" la franquicia Fantastic Four". Watts renunció como director en abril de 2022 y eligió dirigir Wolfs (2024) en su lugar, citando su necesidad de alejarse de las películas de superhéroes después de trabajar en las películas de Spider-Man durante siete años. Grant Curtis y Nick Pepin estaban produciendo la nueva película Fantastic Four al mes siguiente después de trabajar en la miniserie de Marvel Studios, Moon Knight (2022). John Krasinski interpretó a Reed Richards / Mister Fantastic en la película del MCU, Doctor Strange in the Multiverse of Madness (2022). Krasinski había sido una sugerencia popular para el papel entre los fanáticos durante algún tiempo, y los rumores de que había sido elegido para interpretar a Reed habían circulado especialmente desde la confirmación del desarrollo de la nueva película. La versión del personaje que interpretó en Multiverse of Madness era de Tierra-838, un universo alternativo al MCU principal, y era miembro de los Illuminati.
Marvel Studios estaba buscando un nuevo director para junio de 2022 y no estaban cerca de acortar su lista de candidatos, que supuestamente incluía una gran mezcla de directores, incluidos algunos cineastas de alto perfil. Se dijo que Feige estaba buscando un director que pudiera supervisar el proceso de filmación sin que él estuviera presente durante todo el rodaje, similar al director de Multiverse of Madness, Sam Raimi. Más tarde ese mes, Raimi dijo que Feige había elegido a Krasinski para Multiverse of Madness porque era para un cameo especial de universo alternativo y una oportunidad de cumplir con un casting de fans popular. Esto llevó a especulaciones sobre si el papel de Krasinski era único o si volvería a protagonizar la película Fantastic Four. Krasinski dijo más tarde que apreciaba el papel, pero que no había habido discusiones sobre la posibilidad de que repitiera el personaje. En la Convención Internacional de Cómics de San Diego de 2022 en julio, Feige anunció que la película se estrenaría el 8 de noviembre de 2024, como la primera película de la Fase Seis del MCU. El rodaje estaba previsto que comenzara en 2023. Feige dijo que la película no sería una historia de origen para los Cuatro Fantásticos Feige dijo que el estudio quería contar una nueva historia porque muchos miembros de la audiencia ya conocían los detalles básicos y que, en cambio, quería contar una nueva. Lo comparó con que el MCU presentara a Spider-Man sin volver a contar su historia de origen. Feige agregó que el estudio había "puesto el listón muy alto para nosotros mismos" al querer estar a la altura de la larga historia del grupo en los cómics que se remonta a 1961.
Matt Shakman estaba en conversaciones iniciales para dirigir la película a fines de agosto de 2022. Él y Michael Matthews fueron considerados los finalistas en una búsqueda que también consideró a Reid Carolin. Deadline Hollywood sintió que Shakman era la persona a vencer dada su familiaridad con Feige después de dirigir la miniserie de Marvel Studios, WandaVision (2021). Posteriormente, Shakman abandonó una película planificada de Star Trek debido al cronograma de Fantastic Four. Feige confirmó que Shakman dirigiría la película en el D23 Expo en septiembre del 2022. Más tarde ese mes, se reveló que Jeff Kaplan e Ian Springer habían estado escribiendo el guion con Feige durante algún tiempo antes de la contratación de Shakman. Los cuatro se pusieron a trabajar para alinear sus visiones para la película mientras Feige y Shakman comenzaban a buscar actores. En octubre, la fecha de estreno de la película se retrasó hasta el 14 de febrero de 2025. A fines de mes, el periodista Jeff Sneider informó que Doctor Doom no estaba planeado para ser el antagonista principal de la película, pero potencialmente podría tener un papel pequeño como una aparición en una escena poscréditos; y Marvel Studios quería una estrella importante para interpretar el personaje.

### Preproducción

#### Inicio y búsqueda de casting durante las huelgas laborales de 2023

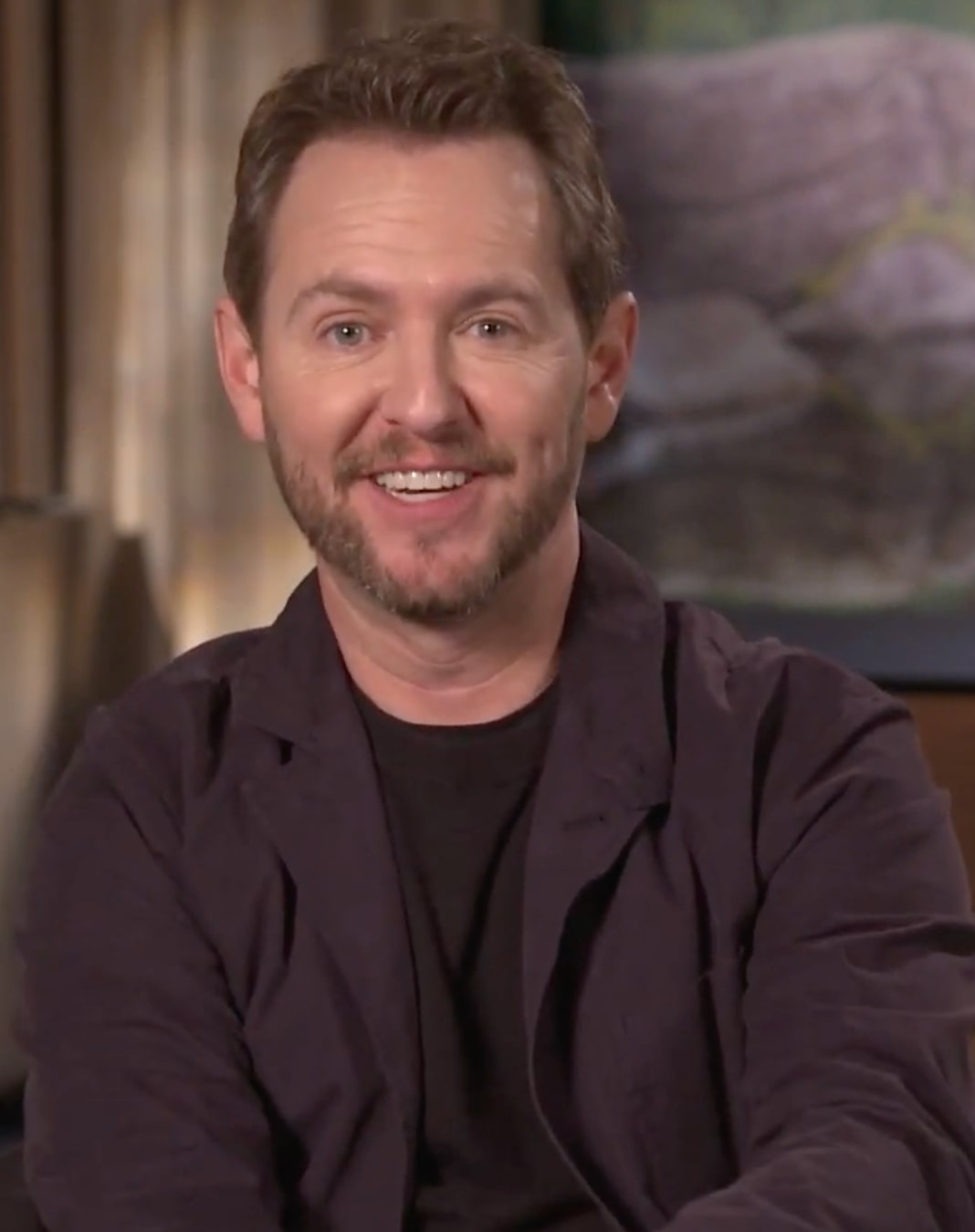
Matt Shakman fue contratado para dirigir la película en septiembre de 2022.

Los agentes de talentos se estaban preparando para el casting para enero de 2023. Al mes siguiente, Shakman reveló que el rodaje comenzaría a principios de 2024 y explicó que eligió trabajar en Fantastic Four, ya que no quería dejar pasar la oportunidad y estaba entusiasmado por su enfoque en la familia, el optimismo y la tecnología, a pesar de que disfrutó de su trabajo en la película de Star Trek. También confirmó que estaban en el proceso inicial de casting, que comenzaría a finales de ese mes. Según se informa, el enfoque estaba en elegir a Sue Storm antes que a los otros miembros de los Cuatro Fantásticos. Feige dijo que los personajes serían un gran pilar en el MCU en el futuro. Josh Friedman fue contratado para reescribir el guion a finales de marzo de 2023. Borys Kit de The Hollywood Reporter sintió que la contratación de Friedman indicaba un posible cambio de tono para la película, ya que Friedman había escrito muchos proyectos de ciencia ficción, mientras que los escritores anteriores Kaplan y Springer eran más conocidos por la comedia. Sneider informó que Shakman quería presentar en gran medida elementos cósmicos de la década de 1960, incluidos los personajes Galactus—que estaba programado para ser el principal antagonista—y Silver Surfer, y dijo que Friedman fue contratado para acercar la película a la visión de Feige y Shakman.
En abril de 2023, Sneider informó que Marvel Studios había ofrecido a Adam Driver el papel de Reed Richards. El mes siguiente, el rodaje debía comenzar en enero de 2024 en Londres. También en mayo, Sneider informó que Emma Stone fue la primera opción del estudio para el papel de Sue Storm, pero la actriz rechazó la oferta después de que se negaron a pagarle entre 15 y 20 millones de dólares que quería por el papel. Driver también rechazó la película después de que el estudio no quisiera pagarle su alto salario, y después de que tuvo problemas para conectarse con uno de los primeros borrador del guion, pero Sneider creyó que podía reconsiderarlo después de que Friedman presentara un nuevo borrador tras la huelga del Sindicato de Guionistas de Estados Unidos de 2023. En junio, el estreno de la película se retrasó hasta el 2 de mayo de 2025. Antes del inicio de la huelga SAG-AFTRA 2023 en julio, Marvel Studios realizó pruebas de pantalla para el papel de Reed con varios actores, incluidos Christopher Abbott y Jamie Dornan, lo cual dijo Sneider que "no salió muy bien". El estudio quería un actor de alto perfil y le ofreció el papel a Jake Gyllenhaal, quien interpretó a Mysterio en la película del UCM, Spider-Man: lejos de casa (2019), pero no querían pagar el salario que pedía porque Feige quería contener el gasto en talento del estudio. También estaban considerando actores no blancos para Reed y Pedro Pascal se interesó, aunque no quiso participar en conversaciones durante la huelga. En agosto, a Ebon Moss-Bachrach le ofrecieron el papel de la Mole, después de interpretar a Micro en la primera temporada de la serie de Marvel Television, The Punisher (2017). Marvel Studios se comprometió a elegir a un actor judío como Moss-Bachrach para la Mole, que se representa como judío en los cómics pero no fue interpretado por actores judíos en las películas anteriores de los Cuatro Fantásticos. David Krumholtz se reunió con Shakman para hablar sobre el rol después de hacer campaña en línea para conseguirlo, pero no tuvo éxito. En su lugar, comenzó a hacer campaña para interpretar al villano, Hombre Molécula. Sneider informó que Marvel Studios estaba considerando a Vanessa Kirby para Sue, quien se esperaba que fuera el personaje principal de la película, y a Joseph Quinn para su hermano Johnny Storm. También se rumoreaba que Nicholas Galitzine interpretaría a Johnny Storm y tuvo conversaciones sobre el papel, pero no fue elegido. Marvel se acercó a Matt Smith para interpretar a Reed, pero no se esperaba que eso funcionara y en su lugar estaban buscando "una estrella de cine de buena fe". Se esperaba que contrataran a un actor latino para Galactus.
Shakman confirmó en octubre de 2023 que planeaban comenzar a filmar a principios de 2024 en Pinewood Studios en Londres, y dijo que el elenco se anunciaría una vez que terminara la huelga de SAG-AFTRA. Dijo que durante las huelgas pudieron trabajar en el diseño de producción de la película y en las primeras pruebas de los efectos visuales para trasladar las habilidades del equipo del arte del cómic a la pantalla. Alexandra Byrne regresó de varias películas anteriores de MCU como diseñadora del vestuario, mientras que Kasra Farahani fue contratada como diseñadora de producción después de trabajar en la serie de televisión de Marvel Studios, Loki (2021-2023). Shakman reveló que Cameron Squires era coescribiendo el guion con Friedman. Ambos habían trabajado con Shakman en la película Star Trek y Squires también fue escritor en WandaVision. Shakman había hablado de la película con el escritor de cómics, Matt Fraction, y dijo que su trabajo en la serie de televisión, It's Always Sunny in Philadelphia (2005–presente) ayudó a informar su enfoque de la película con su alegría, colaboración e improvisación. Tras la conclusión de la huelga de actores en noviembre, Pascal entró en conversaciones para interpretar a Richards y estaba negociando su agenda para la película en torno a sus otros compromisos. Se esperaba que Marvel Studios hiciera ofertas para los otros papeles protagonistas poco después, después de haber esperado porque consideraron esencial encontrar primero al actor para Reed. Quinn buscó el consejo de Pascal sobre el papel de Johnny durante la producción de su película Gladiator II (2024), y este último le confió que estaba en conversaciones para interpretar a Reed, lo que Quinn apreció. /Film informó que Pascal había firmado y se haría un anuncio en breve. Javier Bardem estaba siendo considerado para interpretar a Galactus después de que se hubiera vinculado a Antonio Banderas con el papel, aunque Bardem tenía un posible conflicto de agenda con la película F1 (2025). Sneider informó que Moss-Bachrach había sido elegida para interpretar a La Mole y que el estudio estaba buscando a una mujer para interpretar a Silver Surfer, que suele ser el personaje masculino Norrin Radd en los cómics.
En enero de 2024, Sneider informó que el rodaje se había retrasado de un inicio en abril de 2024 a un inicio entre julio y septiembre, y este retraso había provocado que Pascal abandonara su compromiso con la película Weapons (2025). Sneider cuestionó si Fantastic Four aún podría llegar a su fecha de estreno de mayo de 2025 si el rodaje no comenzaba hasta mediados o finales de 2024. A principios de febrero, SAG-AFTRA incluyó a Pascal en el reparto de la película, mientras que se informó que el rodaje comenzaría en agosto. El 14 de febrero, Marvel Studios publicó un anuncio con temática del Día de San Valentín que confirmó el casting de Pedro Pascal como Reed Richards / Mister Fantastic, Vanessa Kirby como Sue Storm / Mujer Invisible, Joseph Quinn como Johnny Storm / Antorcha Humana y Ebon Moss-Bachrach como Ben Grimm / The Thing. La película se tituló oficialmente The Fantastic Four y su fecha de estreno se retrasó al 25 de julio de 2025, intercambiando lugares con la película del MCU, Thunderbolts*. El arte promocional del anuncio incluye la edición del 13 de diciembre de 1963 de la revista Life con Lyndon B. Johnson en la portada y usa un nuevo estilo de logotipo con "cierto tono retro y sentido de la estética", lo que indica que la película está ambientada durante la década de 1960 como en los primeros cómics de Los Cuatro Fantásticos. Sumándose a esta especulación, Pascal hizo referencia a canciones de la década de 1960 de The Beatles cuando compartió el arte promocional en sus redes sociales. El arte incluye al personaje de cómics, H.E.R.B.I.E., un robot compañero de los Cuatro Fantásticos.
Feige dijo que la dinámica familiar fue clave para la película y que "el 90 por ciento del trabajo estaba hecho" al confirmar el reparto principal. Luego confirmó que la película sería una pieza de época de la década de 1960, pero indicó que se desarrollaría en un universo alternativo dentro del multiverso. Shakman la llamó una estética "retro-futura de los 60", describiéndola como "parte de lo que conoces de los 60, pero parte de lo que nunca has visto". El diseñador industrial y artista conceptual, Syd Mead fue inspiración para la película, junto con el optimismo de la carrera espacial y las ideas de futuros viajeros espaciales que la gente tenía en la década de 1960 cuando se estaban escribiendo los cómics. Shakman afirmó: "Realmente quería tomar todo ese material genial de Apollo 11 y simplemente imaginar que en lugar de Neil Armstrong y Buzz Aldrin, fueran Storms, Ben Grimm y Reed Richards los que se fueran al espacio". Reafirmó que la película comenzaría después de que los Cuatro Fantásticos hayan obtenido sus habilidades de superhéroe, evitando volver a contar su historia de origen y permitiendo que la película tuviera su propia historia. Shakman estudió todos los cómics de Los Cuatro Fantásticos, desde su creación original hasta la actualidad. Los trajes del equipo son de color azul pálido con escotes blancos, similares a los diseños introducidos en los cómics con Fantastic Four #256 (1983) y los usados en la película inédita de Los Cuatro Fantásticos (1994) de Roger Corman.
También en febrero, Sneider informó que Bardem era la principal opción del estudio para Galactus, que ellos habían comenzado a reunirse con actores para Silver Surfer y que el Doctor Doom sería elegido durante el rodaje, mientras que Eric Pearson había sido "contratado silenciosamente" para pulir el guion. Pearson tenía reputación de "tomar los proyectos y llevarlos hasta el final" para Marvel Studios. En abril, Julia Garner fue elegida como Shalla-Bal / Silver Surfer. En los cómics, Shalla-Bal es el interés amoroso del Silver Surfer original, Norrin Radd y se convierte en Silver Surfer en la serie limitada Tierra-X de 1999-2000 de Jim Krueger y John Paul Leon. Justin Kroll de Deadline Hollywood informó que el papel de Galactus estaba abierto en ese momento, sin que ningún actor tuviera una oferta o estuviera en conversaciones para el personaje. Paul Walter Hauser, John Malkovich, Ralph Ineson y Natasha Lyonne se unieron al elenco el mes siguiente, con Ineson elegido como Galactus. Ineson apareció previamente como piloto Devastador en la película del MCU, Guardianes de la Galaxia (2014), mientras que Lyonne prestó su voz al personaje original de MCU, Byrdie, en la tercera temporada de la serie animada de Marvel Studios, What If...? (2024). Hauser había trabajado con Shakman en It's Always Sunny in Philadelphia y se reunió con él para discutir unirse a The Fantastic Four. Al principio se mostró reacio a unirse debido a la mala recepción de las películas anteriores de los Cuatro Fantásticos, pero el guion y el resto del elenco y el equipo de la película lo convencieron. Sneider informó que Mole Man aparecería al principio de la película y creía que Hauser había sido elegido para ese papel. El guionista de WandaVision, Peter Cameron, ya había contribuido al guion para entonces.
A fines de junio de 2024, Feige dijo que el rodaje comenzaría a fines de julio. A fines de julio, antes de la SDCC, se llevaron a cabo algunos días de rodaje previo, en los que se capturaron imágenes de un área de preparación de astronautas, de The Thing como concursante en un programa de juegos de citas titulado Let's Make a Match y de un programa de ciencia para niños presentado por Reed titulado Fantastic Science with Mister Fantastic. En la convención, la película se retituló The Fantastic Four: First Steps, y se anunció que Robert Downey Jr. interpretaría al Doctor Doom en las películas crossover, Avengers: Doomsday (2026) y Avengers: Secret Wars (2027). Sneider informó que Downey, quien anteriormente interpretó a Tony Stark / Iron Man en el UCM, sería presentado como Doom en una escena poscréditos al final de First Steps. Shakman dijo que sabía sobre la elección de Downey desde antes del anuncio de la Comic-Con. El nuevo subtítulo hace referencia a las ideas de optimismo y exploración espacial de la película, pero Shakman dijo que también tiene significados adicionales que llevaron a especular sobre cuáles podrían ser.

### Rodaje
La fotografía principal comenzó el 30 de julio de 2024, en Pinewood Studios en Buckinghamshire, Inglaterra, bajo el título provisional Blue Moon. La película se rodó para IMAX, con Jess Hall regresando de WandaVision como director de fotografía. Shakman trabajó para que la película pareciera haber sido hecha por Kubrick en 1965 con su elección de lente de cámara y "un enfoque de la realización cinematográfica que se siente más de la época". Se emplearon decorados y accesorios prácticos; El laboratorio de Reed estaba dividido en tres secciones, cada una de un color primario: la sala roja con estos inventos para "investigar"; la sala amarilla con pizarrones para "pensar"; y la sala azul con equipos de comunicaciones para "monitorear". El set de Yancy Street incluía varias tiendas "retro", como tiendas de comestibles kosher y una sinagoga. Los accesorios prácticos incluían un modelo a escala de nave espacial de 14 pies (4,3 m) para crear un efecto miniatura, un animatrónico de H.E.R.B.I.E. a control remoto y dos modelos del Fantasticar del equipo: uno que permitía filmar en interiores con los actores y otro que estaba "desmontado" para usarlo en tomas de efectos. Farahani dijo que el Fantasticar estaba basado en "automóviles conceptuales estadounidenses de mediados de los años 60 que en realidad hacían referencia a los automóviles europeos", mientras que sus características distintivas, como las entradas de aire de la turbina y los controles de interfaz, tienen un aspecto "retrofuturista" de los años 50.
El rodaje ocurrió en Durdle Door en Dorset, Inglaterra, a mediados de octubre. Lyonne terminó de filmar sus escenas más tarde ese mes. A mediados de noviembre, se reveló que Sarah Niles había sido elegida para interpretar a Lynne. El rodaje tuvo lugar del 19 al 22 de noviembre en el Palacio de Congresos en Oviedo, España, para escenas ambientadas en la la sede de las Naciones Unidas (ONU). El rodaje también tuvo lugar en la mina Middleton en Derbyshire Dales, Inglaterra, y concluyó a finales de noviembre.

### Posproducción
Nona Khodai y Tim Roche editaron la película. En abril de 2025, se reveló que Mark Gatiss interpretaría a Ted Gilbert, el presentador del programa de entrevistas The Ted Gilbert Show. Un mes después, se reveló que el diseñador de sonido Matthew Wood sería la voz de H.E.R.B.I.E. Para entonces, se realizaron fotografías adicionales, incluyendo una secuencia donde se muestra la historia de Shalla-Bal. Shakman comentó que el rol del personaje había evolucionado a lo largo del proceso de escritura, y que durante la posproducción llegó a sentir que su historia —en la que decide entregarse a Galactus para salvar su planeta y su familia— reflejaba los temas de la película y las decisiones de los Cuatro Fantásticos. Shakman decidió que la historia de fondo debía ser vista por el público. Los créditos finales del guion de la película se determinaron mediante arbitraje con el Writers Guild of America, con el guion atribuido a Friedman, Pearson, Kaplan y Springer a partir de una historia de Pearson, Kaplan, Springer y Kat Wood. El trabajo de Pearson en la película incluyó trasladar el nacimiento del hijo de Reed y Sue, Franklin Richards, del principio de la película a la huida espacial del equipo de Galactus, a mitad de la misma, además de trasladar la lucha final contra Galactus del espacio a la Tierra para resaltar su magnitud. También trabajó en Johnny, investigando y descifrando el lenguaje de Shalla-Bal; sus borradores incluían más momentos de "coqueteo" entre ambos que los de la película final.
En julio de 2025, Shakman reveló que el papel de Malkovich había sido eliminado de la película y afirmó que fue una decisión "desgarradora". Explicó que el papel de Malkovich como Fantasma Rojo se planeó originalmente para formar parte de una secuencia al principio de la película que narra los primeros años de los Cuatro Fantásticos como superhéroes; esta habría incluido una batalla contra Fantasma Rojo y sus Super-Simios. Shakman elogió la actuación de Malkovich en el papel, pero dijo que la secuencia fue una de las muchas que se cortaron para ayudar a equilibrar la introducción de los Cuatro Fantásticos como grupo e individualmente, su mundo y los otros villanos de la película. Aunque Malkovich fue cortado, la película conserva una breve aparición de una versión de dibujos animados de Red Ghost en la escena poscréditos como parte de una serie animada dentro del universo Fantastic Four, que también presenta a los villanos Diablo, Hombre Dragón, Pensador Loco, Amo de las Marionetas y Mago. Otros personajes que aparecen en la película incluyen a al miembro orangután de Super-Simios Peotor y la enorme criatura Subterránea Giganto. Antes del estreno de la película, se revelaron los papeles de varios actores, incluyendo a la actriz infantil Ada Scott como el hijo recién nacido con superpoderes de Reed y Sue Franklin Richards, Hauser como Mole Man, Niles como Lynne Nichols y Lyonne como Rachel Rozman. Las estrellas de la película inédita de 1994 Los Cuatro Fantásticos reveló que aparecerían Alex Hyde-White, Rebecca Staab, Jay Underwood y Michael Bailey Smith, haciendo cameos a lo largo de la película.
La escena a mitad de los créditos de la película presenta a Downey como Doctor Doom y fue rodada por los directores de Doomsday Anthony y Joe Russo durante la producción de esa película. Shakman dijo que los Russo visitaron los sets de primeros pasos durante su producción y vieron escenas de la película, ya que querían familiarizarse con los Cuatro Fantásticos y los otros personajes "para poder tratarlos bien, hacer lo correcto por ellos" en Doomsday. La película termina con una cita de Kirby, mientras que también revela que la designación del universo 828 proviene del cumpleaños de Kirby, el 28 de agosto de 1917. La película está dedicada al productor Jamie Christopher, quien estaba trabajando en la película en preproducción cuando falleció, así como a la madre de Shakman, Inez. Scott Stokdyk se desempeñó como supervisor de efectos visuales, con efectos visuales proporcionados por Los efectos visuales son proporcionados por Industrial Light & Magic (ILM), Framestore, Sony Pictures Imageworks, Digital Domain, Rise FX y Wētā FX.

## Música
Michael Giacchino fue anunciado en julio de 2024 que compondría la banda sonora de la película en julio de 2024, después de componer la banda sonora de varios proyectos del MCU, su música para los Cuatro Fantásticos y Galactus fue presentada durante un show de drones en la Comic-Con de San Diego ese mes, y su tema principal de los Cuatro Fantásticos fue tocado en su totalidad en la convención D23 en agosto durante un panel «Music of Marvel Studios» que moderó Giacchino, y en el Hollywood Bowl más tarde ese mes como parte de la «Marvel Studios' Infinity Saga Concert Experience». Mike Roe de TheWrap llamó al tema "una vibra alegre" que "mezcla una sensación de ensueño con optimismo heroico que mira hacia el futuro, junto con elementos que hacen eco de los sonidos que podría esperar de una película que presenta, digamos, un lanzamiento espacial". Lo comparó con la banda sonora de Ant-Man (2015). El tema se lanzó como sencillo de descarga digital de Hollywood Records y Marvel Music el 5 de junio de 2025, y estará disponible como vinilo de 7 pulgadas junto con «Let Us Be Devoured», escrita e interpretada por Andrea Datzman, el 25 de julio. La banda sonora completa de Giacchino estará disponible el 18 de julio de 2025.

## Marketing
El 4 de abril de 2024—conocido como «4–4 Day» (en español: Día 4–4)—Marvel Studios lanzó un teaser póster para la película de la Antorcha Humana creando el símbolo de los Cuatro Fantásticos. Se incluyó un enlace que conducía a una página de error página de error 404 con H.E.R.B.I.E., con un código QR incrustado que conducía a una página temática de Future Foundation con una lista de cómics de Los Cuatro Fantásticos para leer en Marvel Unlimited: Fantastic Four vol. 1 #1 (1961), la primera aparición del equipo; Fantastic Four vol. 1 #48–50 (1966), conocido como "La trilogía de Galactus" y que presenta las primeras apariciones de Galactus y Silver Surfer; y Fantastic Four: Life Story #1 (2021), ambientada en la década de 1960. Después de una proyección de la película del UCM, Deadpool & Wolverine en la Convención Internacional de Cómics de San Diego, el 25 de julio de 2024, se realizó un espectáculo de drones en Petco Park que incluyó imágenes de un Galactus fiel a los cómics y el logotipo de los Cuatro Fantásticos, adelantando anuncios sobre la película en el panel del Hall H de Marvel Studios dos noches después. Ese panel presentó a Shakman y al elenco principal, reveló el título completo de la película, mostró un avance y tuvo al futurista Fantasticar de la película flotando por el escenario. Shakman explicó que el avance presentaba imágenes previas a la filmación combinadas con previsualizaciones y animaciones que se crearon durante el desarrollo del diseño de la película. Las imágenes se presentaron en un "relación de aspecto 4:3 de los viejos tiempos". En noviembre, en el D23 Brasil, se mostraron más imágenes.
El primer tráiler de la película se lanzó el 4 de febrero de 2025. Pascal, Kirby, Quinn y Moss-Bachrach aparecieron en un evento para fans en el U.S. Space & Rocket Center en Huntsville, Alabama, conocido como "Rocket City", para lanzar el avance. En el período previo a esto, se lanzó un breve "adelanto del primer adelanto" en el que aparecían niños corriendo hacia un televisor que mostraba imágenes de Los Cuatro Fantásticos. Jesse David Fox de Vulture notó un efecto de sonido de archivo usado para la risa de los niños, preguntándose si era una indicación intencional de algo o si el metraje simplemente había sido apresurado. Zack Zwiezen de Kotaku comparó el efecto de sonido, que originalmente se había grabado para su uso en Indiana Jones y el templo maldito (1984) y había seguido usándose en varios proyectos de medios desde entonces, con el efecto de sonido del grito de Wilhelm y estaba "sorprendido y perplejo" de que se usara dos veces en un clip tan corto. Al discutir el avance completo, Ben Travis en Empire sintió que la película estaba "en el camino correcto", apreciando la tono y estilo, así como diferentes referencias a los cómics. Varios comentaristas señalaron que todos los poderes de los Cuatro Fantásticos se ven en el avance, excepto las habilidades de estiramiento de Reed. Una escena de The Thing cocinando con H.E.R.B.I.E. fue destacado por varios comentaristas que lo compararon con el papel de Moss-Bachrach como el chef Richie Jerimovich en la serie The Bear (2021-presente). El avance fue visto 202 millones de veces en sus primeras 24 horas, el tercer mejor avance de Marvel Studios después de los de Deadpool & Wolverine (365 millones) y Spider-Man: No Way Home (2021) (355 millones). Se convirtió en el video más popular en YouTube y una transmisión en vivo del lanzamiento del avance se convirtió en el más visto de Marvel en la historia. Junto con el avance, Marvel también lanzó una serie de carteles con el lema "Prepararse para el lanzamiento". Uno de estos fue criticado por algunos que creían que era arte creado con inteligencia artificial (IA), señalando el rostro de una mujer aparentemente usado varias veces y manos que parecen tener el número incorrecto de dedos. Marvel negó que se hubiera utilizado IA para crear el cartel, otros comentaristas sugirieron que estos problemas podrían ser el resultado de una mala edición en Photoshop. Las proyecciones en IMAX de la película del UCM Captain America: Brave New World, estrenada a finales de febrero, incluyeron una cuenta regresiva con la temática de primeros pasos.
Las imágenes se mostraron en la CinemaCon de 2025, que dio un primer vistazo a Silver Surfer de Garner y reveló que Sue y Reed estaban esperando un hijo en la película. Sydney Bucksbaum en Entertainment Weekly dijo que el embarazo de Sue le dio un "nuevo significado" al título de la película. Cuando se anunció originalmente el subtítulo, Jenna Anderson en ComicBook.com teorizó que primeros pasos podría referirse a los primeros pasos de un niño, lo que indica que la película vería la introducción de cualquiera de los hijos de Reed y Sue, Franklin y Valeria Richards; ambos no se vieron en las películas anteriores de Los Cuatro Fantásticos. El metraje de CinemaCon no se publicó en línea, a pesar de las especulaciones de que podría lanzarse un tráiler completo el 4 de abril de 2025. En cambio, ese día se publicó un nuevo póster de estilo retro con siluetas de los Cuatro Fantásticos junto con un artículo de Empire que reveló nuevos detalles sobre la película. El material de CinemaCon se publicó posteriormente como tráiler el 17 de abril. Michael Cripe en IGN dijo que el tráiler tenía más acción que el avance, incluyendo un primer vistazo a las habilidades de estiramiento de Reed. Los comentaristas también notaron el enfoque en Silver Surfer de Garner. Más tarde ese mismo mes, Marvel Comics y Marvel Studios anunciaron un cómic one-shot relacionado con la película, titulado Fantastic Four: First Steps, que se lanzará el 2 de julio de 2025. El cómic está escrito por Matt Fraction y dibujado por Mark Buckingham, con portada de Phil Noto. Marvel Comics colaboró estrechamente con Marvel Studios y los creativos para garantizar que el cómic tuviera el mismo estilo y tono que la película, y los creadores del cómic visitaron el set durante el rodaje. El cómic, dentro del universo, iba a ser publicado por la Future Foundation con la "primera versión autorizada de las primeras aventuras de los Cuatro Fantásticos", coincidiendo con el cuarto aniversario de la obtención de los poderes del equipo.
Un anuncio de la cadena de pizzas Little Caesars, dirigido por Farahani y estrenado en junio, presenta un homenaje al primer número del cómic Los Cuatro Fantásticos, en el que el equipo lucha contra la criatura Giganto. También en junio, Feige promocionó la película en CineEurope como parte de una presentación más amplia de Disney. Se mostró un nuevo tráiler de la película. Se agregaron juegos con la temática de los Cuatro Fantásticos a las ubicaciones de Topgolf junto con el estreno de la película. Los cines AMC lanzaron una edición limitada de una cubeta de palomitas de Galactus para promocionar la película. El recipiente tiene capacidad para 9 litros (2,37 galones) de palomitas y obtuvo un récord mundial Guinness como el recipiente de palomitas más grande del mercado.

## Estreno
Los Cuatro Fantásticos: Primeros Pasos tuvo programado su estreno mundial en el Dorothy Chandler Pavilion en Los Ángeles el 21 de julio de 2025. El estreno se transmitirá en vivo por Disney+, una primicia para un estreno de Disney, con entrevistas con el reparto y los creativos, junto con un adelanto exclusivo de la película, con una repetición disponible después de la transmisión en vivo. La película se estrenará en Estados Unidos el 25 de julio, en IMAX, ScreenX y 4DX. Anteriormente estaba programado para el 8 de noviembre de 2024, 14 de febrero de 2025, y el 2 de mayo de 2025. Será la primera película, y el comienzo de la Fase Seis del UCM.

## Futuro
Se informó que una secuela de primeros pasos estaría en desarrollo en junio de 2025. En agosto, Sneider informó que se esperaba que Shakman regresara para dirigir la secuela, que Marvel Studios creía que tendría un mejor desempeño financiero que primeros pasos una vez que los Cuatro Fantásticos hubieran sido vistos en Doomsday y Secret Wars.